# Disney Channel Azja
Disney Channel był stacją telewizji satelitarnej i kablowej o profilu rodzinnym, działającą w wielu krajach Azji Południowo-Wschodniej. Siedziba znajduje się w Singapurze. Zaprzestał działalności 1 października 2021 r. Na rzecz Disney+ w regionie.

## Programy
Każdego miesiąca, Disney Channel emituje jeden lub więcej nowych odcinków bądź nowych serii seriali, nowe filmy, nowe DCOMy lub nowe DCOSy.

### Nadchodzące premiery
17 października 2010 roku o godzinie 20:30 (UTC+7) odbędzie się premiera drugiej serii serialu Słoneczna Sonny, a 23 października o godz. 16:30 (UTC+7) drugiej serii serialu Jonas w Los Angeles.

### Program TV
Disney Channel Azja zrobił wielkie zmiany w swojej ramówce, które ruszyły w lipcu 2007. Wiele starych seriali zostało usuniętych, a na ich miejsce wstawiono inne programy.
Filmy są emitowane codziennie w godzinach 13:00, 18:30 (UTC+7), a w weekendy dodatkowo o 21:00 (UTC+7). Okazjonalnie są one emitowane o różnych porach.
Kilka Disney Channel Original Series jest emitowanych o późnych porach, zaczynając od 22:00 (UTC+7). Są to m.in. seriale takie jak Fineasz i Ferb, Suite Life: Nie ma to jak statek czy Słoneczna Sonny, podczas gdy Czarodzieje z Waverly Place, Hannah Montana czy Jonas są emitowane popołudniami.

#### Popołudnia
Oto kilka programów emitowanych na Disney Channel Azja emitowanych popołudniami od 13:00 do 18:00. Wszystkie godziny są podawane w lokalnej strefie czasowej, tj. UTC +7.
|              | 13:00       | 13:30          | 14:00   | 14:30                              | 15:00               | 15:30                              | 16:00          | 16:30      | 17:00          | 17:30          |
| ------------ | ----------- | -------------- | ------- | ---------------------------------- | ------------------- | ---------------------------------- | -------------- | ---------- | -------------- | -------------- |
| Poniedziałek | Filmy       | Filmy          | Filmy   | Filmy                              | Upin & Ipin         | Supa Strikas: Piłkarskie rozgrywki | Pucca          | Jaś Fasola | Fineasz i Ferb | Fineasz i Ferb |
| Wtorek       | Filmy       | Filmy          | Filmy   | Filmy                              | Upin & Ipin         | Supa Strikas: Piłkarskie rozgrywki | Pucca          | Jaś Fasola | Fineasz i Ferb | Fineasz i Ferb |
| Środa        | Filmy       | Filmy          | Filmy   | Filmy                              | Upin & Ipin         | Supa Strikas: Piłkarskie rozgrywki | Pucca          | Jaś Fasola | Fineasz i Ferb | Fineasz i Ferb |
| Czwartek     | Filmy       | Filmy          | Filmy   | Filmy                              | Upin & Ipin         | Supa Strikas: Piłkarskie rozgrywki | Pucca          | Jaś Fasola | Fineasz i Ferb | Fineasz i Ferb |
| Piątek       | Filmy       | Filmy          | Filmy   | Filmy                              | Upin & Ipin         | Supa Strikas: Piłkarskie rozgrywki | Pucca          | Jaś Fasola | Fineasz i Ferb | Fineasz i Ferb |
| Sobota       | Upin & Ipin | Fineasz i Ferb | Stitch! | Supa Strikas: Piłkarskie rozgrywki | Kick Strach się bać | My Life Me                         | Hannah Montana | Jonas      | Fineasz i Ferb | Fineasz i Ferb |
| Niedziela    | Upin & Ipin | Fineasz i Ferb | Stitch! | Supa Strikas: Piłkarskie rozgrywki | Kick Strach się bać | My Life Me                         | Hannah Montana | Jonas      | Fineasz i Ferb | Fineasz i Ferb |

#### Wieczory
Oto kilka programów emitowanych na Disney Channel Azja emitowanych wieczorami od 18:00 do 21:00. Wszystkie godziny są podawane w lokalnej strefie czasowej, tj. UTC +7.
|              | 18:00      | 18:30 | 18:45 | 19:00 | 19:30 | 20:00 | 20:30                       | 21:00       | 21:30        | 22:00          | 22:30                            | 23:00           |  |
| ------------ | ---------- | ----- | ----- | ----- | ----- | ----- | --------------------------- | ----------- | ------------ | -------------- | -------------------------------- | --------------- |  |
| Poniedziałek | Jaś Fasola | Filmy | Filmy | Filmy | Filmy | Filmy | Jaś Fasola                  | Upin & Ipin | Bola Kampung | Fineasz i Ferb | Suite Life: Nie ma to jak statek | Słoneczna Sonny |  |
| Wtorek       | Jaś Fasola | Filmy | Filmy | Filmy | Filmy | Filmy | Jaś Fasola                  | Upin & Ipin | Bola Kampung | Fineasz i Ferb | Suite Life: Nie ma to jak statek | Słoneczna Sonny |  |
| Środa        | Jaś Fasola | Filmy | Filmy | Filmy | Filmy | Filmy | Jaś Fasola                  | Upin & Ipin | Bola Kampung | Fineasz i Ferb | Suite Life: Nie ma to jak statek | Słoneczna Sonny |  |
| Czwartek     | Jaś Fasola | Filmy | Filmy | Filmy | Filmy | Filmy | Jaś Fasola                  | Upin & Ipin | Bola Kampung | Fineasz i Ferb | Suite Life: Nie ma to jak statek | Słoneczna Sonny |  |
| Piątek       | Jaś Fasola | Filmy | Filmy | Filmy | Filmy | Filmy | Jaś Fasola                  | Upin & Ipin | Bola Kampung | Fineasz i Ferb | Suite Life: Nie ma to jak statek | Słoneczna Sonny |  |
| Sobota       | Jaś Fasola | Filmy | Filmy | Filmy | Filmy | Filmy | Powodzenia, Charlie!        | Filmy       | Filmy        | Filmy          | Filmy                            |                 |  |
| Niedziela    | Jaś Fasola | Filmy | Filmy | Filmy | Filmy | Filmy | Czarodzieje z Waverly Place | Filmy       | Filmy        | Filmy          | Filmy                            |                 |  |

| Legenda             | Legenda   | Legenda           | Legenda | Legenda |
| ------------------- | --------- | ----------------- | ------- | ------- |
| Seriale Live Action | Kreskówki | Lokalne produkcje | Filmy   |         |

Pełny program można zobaczyć tutaj.

### Cenzura
Dużo seriali zostało poddane cenzurze ze względu na materiały nieakceptowane w azjatyckich państwach. Są to m.in. walki czy pocałunki zostały skrócone lub całkowicie wyeliminowane. Dialogi natomiast pozostały nieruszone. Wiele filmów zostało poddane cenzurze, jednak rzadko się zdarzało, że seriale też.

## Playhouse Disney
W Azji jest dostępny kanał dla przedzkolaków Playhouse Disney Channel Azja. Nadaje on w Brunei, Malezji, Wietnamie, Hongkongu, Kambodży, Tajlandii, Indonezji, Singapurze, Korei Południowej oraz na Filipinach.

## Dostępność

### Indonezja
- Indovision (kanał 45)
- Astro (kanał 12)
- Kabelvision (kanał 5)
- HomeCable (kanał 120)
- Telkom Vision (kanał 703)

### Malezja
- Astro (kanał 615) (teraz z Disney Channel Malezja)

### Brunei
- Kristal Astro (kanał 615)

### Tajlandia
- TrueVisions (zarówno satelita, jak i kablówka) (kanał 76)

### Kambodża
- Cambodia Cable Television (kanał 21)

### Singapur
- StarHub TV (kanał 312)

### Filipiny
- Cable Star Iloilo (kanał 18)
- SkyCable (kanał 47)
- Global Destiny Cable (kanał 50)
- Telmarc Cable (kanał 20)
- Royal Cable (kanał 37)
- Cablelink (kanał 27)
- SkyCable [Bacolod] (kanał 36)
- Dream Satellite TV
- Cignal Digital TV (kanał 33)
- Mountain View Cable (kanał 36)
- Sun Cable / Home Cable (kanał 35)
- PlusCable (kanał 35)
- Don Carlos Cable TV (DCTV) (South Bukidnon) (kanał 15)
- Celestron Cable(San pablo City) (kanał 28)
- Parasat Cable TV (Cagayan de Oro City) (kanał 51)
- Sky Cable (Naga City) (kanał 37)
- Caceres Cable (Naga City and parts of Camarines Sur) (kanał 20)
- Marbel Cable(Koronadal City and Norala) (kanał 34)
- Fil Products (Negros Oriental) (kanał 20)
- Colorview CATV (Olongapo City) (kanał 31)
- Makilala Cable TV (Kidapawan City) (kanał 24)
- Met Cable (GMA, Cavite) (kanał 48)
- Community Cable Vision Corporation Laguna (kanał 23)

### Wietnam
- Hanoi Cable Television HCaTV - BTS
- Ho Chi Minh City Cable Television HTVC (available in both SD and HD upgrading)
- Vietnam Cable Television VCTV
- SCTV

### Korea Południowa
- Skylife (kanał 654)
- Qook TV(IPTV live television coverage) (kanał 233)
- myLG TV(IPTV live television coverage) (kanał 88)
- Hello TV (kanał 401)